# Samuil Markowitsch Schuchowizki
Samuil Markowitsch Schuchowizki (russisch Самуил Маркович Жуховицкий; beim Weltschachverband FIDE Samuel Zhukhovitsky; * 12. Dezember 1916 in Odessa; † 29. Oktober 2016 in Nowotscherkassk) war ein russischer Schachspieler und -trainer. Seit 1967 trug er den Titel Internationaler Meister.

## Leben
Mit elf Jahren erlernte Schuchowizki das Schachspiel. Im März 1936 gab er als Spieler der ersten Kategorie sein Debüt bei der ukrainischen Meisterschaft in Kiew. Er belegte mit 10 aus 17 Punkten den fünften Platz und erhielt den Schönheitspreis für seine Partie gegen Abram Poljak. Im Jahr 1940 war er ebenfalls Fünfter. Während seiner Armeezeit nahm er an einem Qualifikationsturnier in Rostow am Don teil. Schuchowizki erreichte den zweiten Platz hinter Genrich Kasparjan und wurde im Oktober 1939 zum Meister des Sports der UdSSR erklärt. Während des Krieges in einer Panzerschule ausgebildet, war er kurz an der Front und wurde dann in den rückwärtigen Diensten eingesetzt. Nach seiner Entlassung studierte er Geschichte in Odessa und Leningrad.
Bei den Leningrader Meisterschaften teilte er 1949 den 2.–4. Platz und 1950 den 3.–4. Platz. 1951 wurde er hinter Efim Geller Zweiter bei der Meisterschaft der Sportvereinigung Nauka in Odessa. Mitte der 1950er Jahre lebte Schuchowizki in Aserbaidschan und ab 1957 in Moldawien. In beiden Republiken konnte er bemerkenswerte Erfolge erzielen. 1956 wurde er mit 10,5 aus 14 Punkten Meister von Baku. Im nächsten Jahr siegte er mit 2,5 Punkten Vorsprung auf Wladimir Bagirow bei der aserbaidschanischen Meisterschaft. Zwischen 1957 und 1959 holte er drei Mal den Sieg in Moldawien; 1957 war er außer Konkurrenz angetreten. Im Jahr 1959 geriet Schuchowizki ins Kreuzfeuer der Kritik und wurde anschließend vom sowjetischen Schachverband disqualifiziert. Ihm wurde unsittliches Verhalten im öffentlichen und privaten Leben zur Last gelegt.
Danach siedelte er nach Nowotscherkassk über. Mit der Auswahl der Oblast Rostow gewann er 1963 die Spartakiade der Völker der Russischen Sozialistischen Föderativen Sowjetrepublik (RSFSR) in Gorki. In sehr guter Form präsentierte er sich im Jahr 1967. Im Juni siegte er in Einzelwertung vor Boris Spasski und Lew Polugajewski bei der Spartakiade der Völker der RSFSR in Leningrad und wurde zugleich russischer Meister. Hiernach erreichte er den zweiten Platz mit dem russischen Team bei der sowjetischen Mannschaftsmeisterschaft in Moskau. Im August startete Schuchowizki als einziger Spieler ohne internationalen Titel beim Tschigorin-Gedenkturnier in Sotschi. Er sicherte sich einen Platz in der Tabellenmitte und erzielte somit eine IM-Norm.
Im Dezember 1967 spielte er zum ersten Mal bei der sowjetischen Meisterschaft in Charkow, die im Schweizer System ausgetragen wurde. Mit 7 Punkten aus 13 Partien teilte er am Ende den 41.–43. Platz. Nach zwei Jahren setzte er sich vor Mark Taimanow und Semjon Furman bei einem Halbfinale der sowjetischen Meisterschaft in Rostow am Don durch. Schuchowizki war der älteste Teilnehmer im Moskauer Finale, das gleichzeitig als Zonenturnier durchgeführt wurde. Nach der ersten Hälfte des Turniers unten in der Tabelle, holte er auf und belegte einen respektablen dreizehnten Platz.
Schuchowizki arbeitete als Geschichtslehrer in der Schule und Jugendtrainer. Er blieb bis ins hohe Alter schachlich aktiv und nahm an diversen Seniorenturnieren, unter anderem an der Weltmeisterschaft 1994 in Biel, teil. Seine letzte gewertete Partie spielte er bei der russischen Seniorenmeisterschaft 2002 in Kratowo. Seine höchste Elo-Zahl von 2470 hatte er im Juli 1971, vor Einführung der Elo-Zahlen hatte er im November 1969 seine höchste historische Elo-Zahl von 2617, mit der er auf Platz 56 der Weltrangliste lag.